# Burg Vordingborg
Die Burg Vordingborg ist eine Burgruine in der Stadt Vordingborg auf Seeland in Dänemark. Es sind die Reste der größten mittelalterlichen Burg Dänemarks.

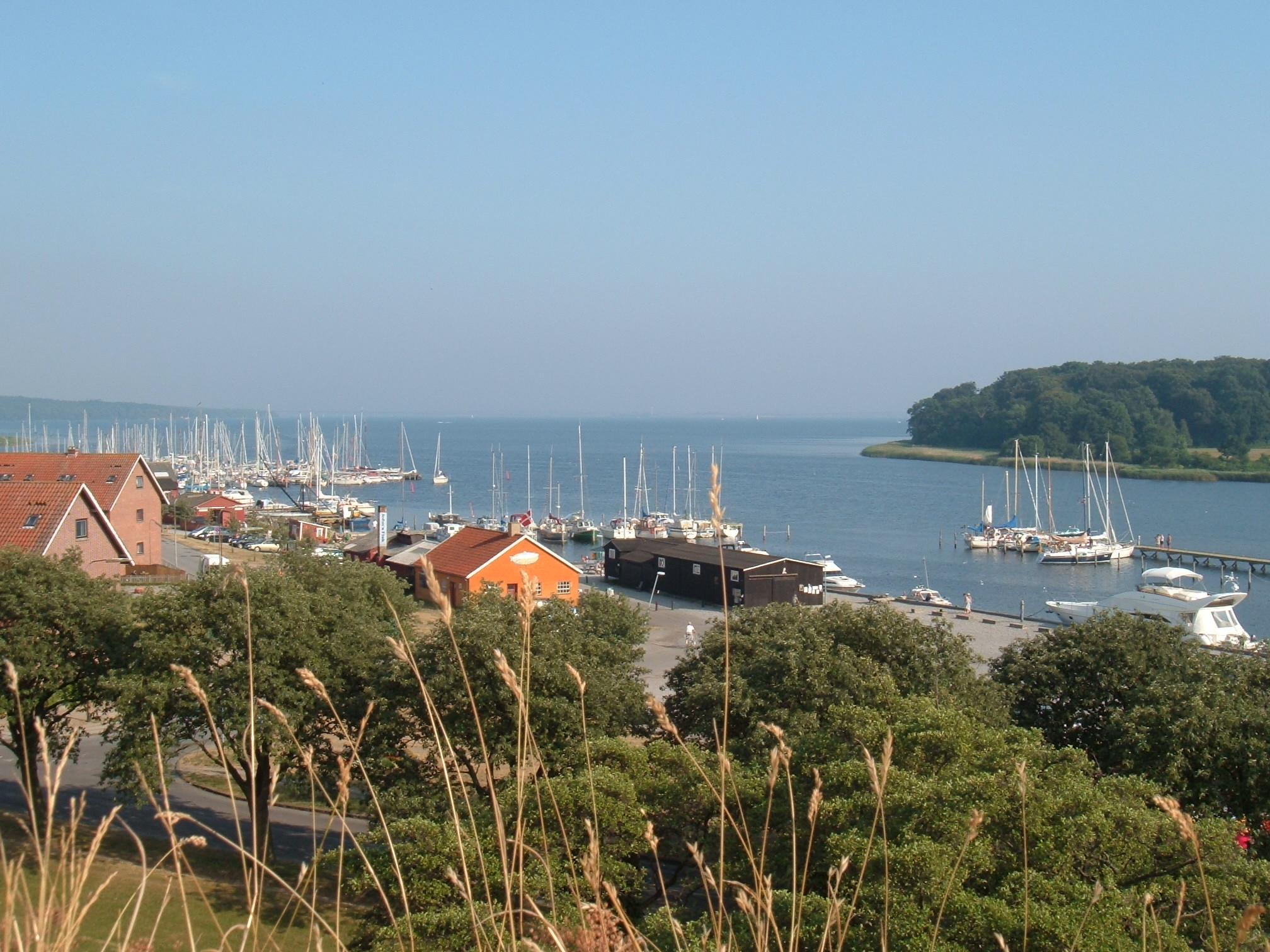
Blick von der Burg auf den Hafen

Die Burg wurde im Jahre 1175 von König Waldemar I. als Verteidigungsburg über einem großen Naturhafen erbaut als Ausgangspunkt für Angriffe gegen die deutsche Küste. Sein Pflegebruder Absalon von Lund baute eine andere Burg, die sogenannte Absalonsborg, im heutigen Kopenhagen. Waldemar II. benutzte die Anlage auch für eine Erweiterung ins Baltische, und im Jahre 1241 reformierte er hier das Rechtssystem, das Recht von Jütland. 
Vordingborg war seit dem 12. Jahrhundert ein wichtiger Stützpunkt der dänischen Flotte. König Waldemar IV. Atterdag ließ diesen nach 1359 tiefgreifend neu gestalten und die Burg zur starken Festung für seine Kriege gegen die Hanse ausbauen. Die Burg erhielt eine 800 Meter lange, vier Meter starke Ringmauer. Sie war von einem mächtigen Graben und von künstlichen Seen umgeben. Die innere, trapezförmige Hauptburg umfasst einen älteren, im 14. Jahrhundert erweiterten Palas, der in die Mauer eingebunden ist, und eine lockere Randbebauung. Vier Ecktürme und ein 12 × 11 m messender Torturm im Norden sicherten die Hauptburg. Die weitläufige Vorburg wird von einer 730 m langen Ringmauer mit Schalentürmen umschlossen. An der Südostecke der Vorburg erhoben sich eine Remise, ein großes Lagerhaus und das frei stehende Kanzleigebäude. Der noch heute erhaltene Gänseturm diente unter Waldemar Atterdag als Archiv und Schatzkammer des Königshofes. Nördlich von diesem befand sich die freistehende Marienkapelle, deren Vorgängerbau als St. Andreaskapelle schon im 12. Jahrhundert erbaut worden war. Waldemar Atterdag erbat sich von Papst Urban V. 1361 Marienreliquien für seine Hofkapelle, die dieser ihm 1364 gewährte.
Waldemar Atterdags Tochter Margarethe I., die zu ihrer Zeit mächtigste Frau Europas, verbrachte hier einen Teil ihrer Kindheit. 1365 wurde der erste Frieden von Vordingborg geschlossen. Nachdem die hansische Flotte Kopenhagen 1368 erobert und die dortige Königsburg (die vormalige Absalonsborg) geschleift hatte, wurde Vordingborg zu einem bevorzugten Wohnsitz von Waldemar Atterdag. Dieser selbst wurde nach seinem Tod 1375 zunächst in seiner Marienkapelle beigesetzt, jedoch auf Margarethes Veranlassung 1377 ins Kloster Sorø überführt. Margarethe hielt sich seltener als ihr Vater in Vordingborg auf und ließ den Kronschatz und das Staatsarchiv in den Folen, den Turm des Ostburg von Kalundborg, verbringen. Unter Margarethes Nachfolger König Erik VII. erfolgte 1435 der zweite Frieden von Vordingborg mit Graf Adolf VIII. von Schauenburg und den Städten der Hanse unter Führung Lübecks.
Große Teile der Burg wurden nach den schwedischen Kriegen im 17. Jahrhundert abgerissen, um den Bau eines Palastes für Prinz Jørgen, Sohn von Friedrich III., zu ermöglichen. Der Prinz bezog seinen Wohnsitz jedoch nie, und der Palast wurde im 18. Jahrhundert zerstört. Drei Herrenhäuser in der Nähe, einschließlich Iselingen, wurden zu einem Treffpunkt für viele Künstler und Wissenschaftler während des 19. Jahrhunderts.
Heute ist Burg Vordingborg eine Ruine, obwohl Teile der Ringmauer aus dem 14. Jahrhundert erhalten sind. Der einzige vollständig erhaltene Teil, der 26 Meter hohe Gänseturm (dänisch: Gåsetårnet), ist das Symbol der Stadt. Sein Name stammt von der goldenen Gans, die oben auf der Turmspitze sitzt. Obwohl die Legende besagt, dass Waldemar IV. das Symbol benutzt habe, um die Hanse zu verspotten, wurde die Gans erst 1871 angebracht. Der Turm wurde am 24. Dezember 1808 als erstes historisches Denkmal in Dänemark unter Denkmalschutz gestellt.
Auf dem Burgareal ist heute ein Museum, das Dänische Burgenzentrum, beheimatet. Ein größeres Museum mit Informationen über alle historischen Burgen Dänemarks ist geplant. Zurzeit werden Ausgrabungen in der Burgruine vorgenommen, über die Archäologen des Museums bei Führungen Auskunft geben.

## Literatur

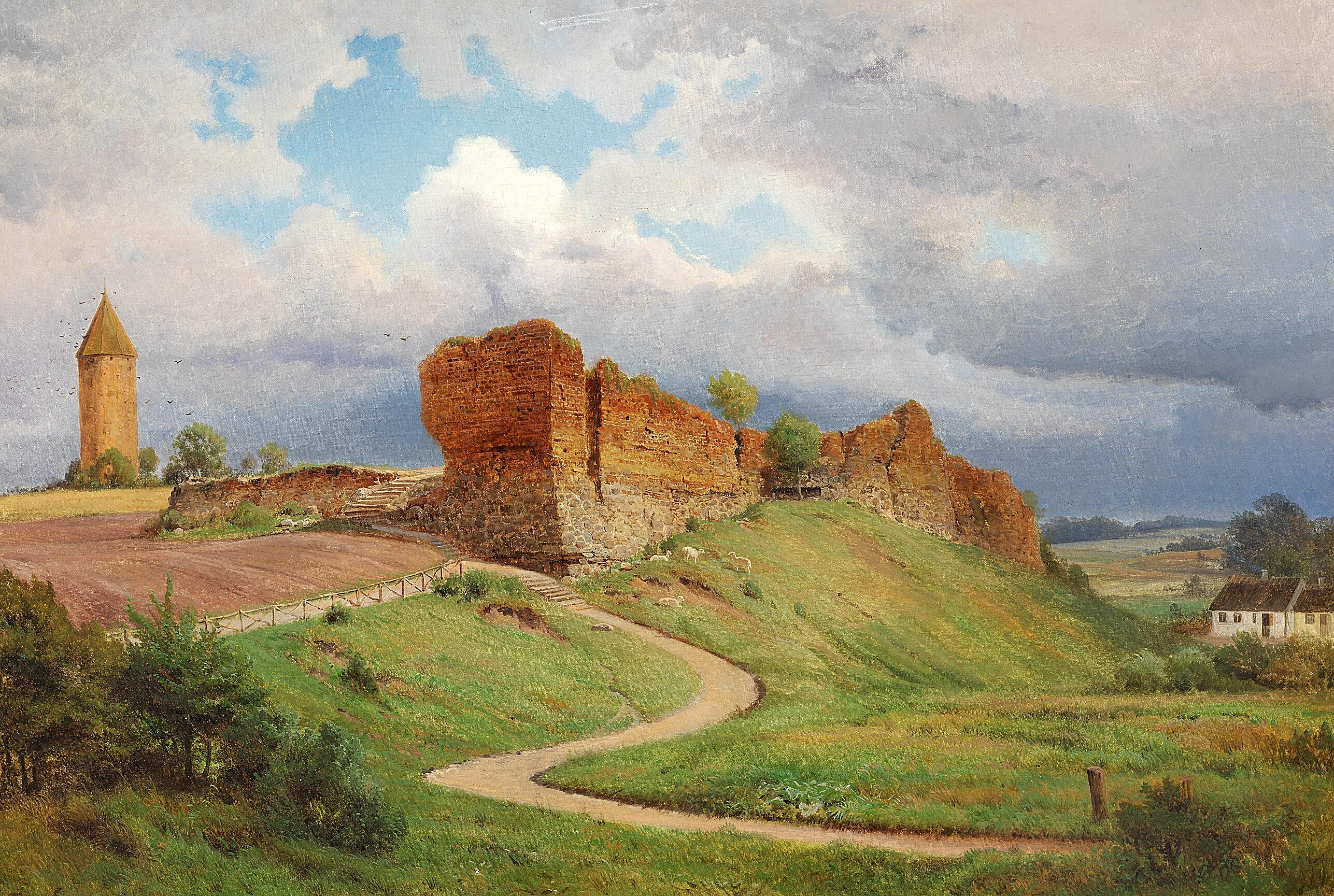
Gemälde der Burgruine (1870)